# 下柬埔寨

下柬埔寨在越南的位置

下柬埔寨，简称下柬，又称下高棉，是柬埔寨对下高棉人生活的地区的称呼，大致位于湄公河三角洲一带。下柬埔寨总面积89,000平方公里，中越古籍称作“水真腊”，历史上曾先后是扶南、真腊、高棉帝国的一部分。自17世纪起，下柬埔寨在越南人“南进”中逐步蚕食，成为越南南圻（交趾支那）的一部分。法国殖民之后，成为法属交趾支那的一部分。1949年，法国将交趾支那移交给越南。
在柬埔寨脱离法国殖民统治之后，下柬埔寨被许多高棉民族主义者认为是失去的领土，诺罗敦·西哈努克、朗诺、波尔布特等柬埔寨领导人都曾希望将此地并入柬埔寨之中，但均以失败告终。现属于越南南部。

## 历史
柬埔寨是东南亚地区历史悠久的文明古国。建国于公元1世纪，在古代历经扶南、真腊时期，其中9到15世纪初的吴哥王朝国力强盛，创造了举世闻名的吴哥文明。16世纪末开始，柬埔寨走向衰落，到了18世纪末，柬埔寨基本上处于强邻的控制之下，成为属国。同时，从17世纪到18世纪越南逐步吞并了下柬埔寨的全部领土，形成了今天的越南南方。
当时柬埔寨处于内忧外患，柬埔寨国王吉·哲塔二世决定与越南南方的广南阮氏结盟来平衡暹罗的势力。广南君主阮福源将其女阮氏玉万嫁给吉·哲塔二世，并借此向柬埔寨讨得了波雷诺哥这片沿海土地，准许越族难民进入波雷諾哥，躲避越南郑阮纷争的内战，同时增建房屋供难民居住，此系越南人在此大批定居之始。此后，衰弱的柬埔寨王国无法抵挡逐渐增多的难民潮。渐渐地，波雷諾哥变成越南人的土地，此地亦开始被称为柴棍（中文音译西贡，今胡志明市）。此后越南吞并了占婆最后的领土，并逐渐蚕食下柬埔寨地区。
阮朝自主时期，下柬埔寨地区属于越南的南圻（西方人称之为交趾支那）。1863年，法国从越南手中取得了南圻六省中的东三省（边和、嘉定、定祥），并将西三省（永隆、安江、河僊）与阮朝本土隔绝开来。同年，柬埔寨接受法国保护，成为法国的保护国。此后，柬埔寨国王曾多次向法属交趾支那殖民当局提出建议，希望法军占领南圻西三省，并将三省交还给柬埔寨，但交趾支那当局没有同意。
1869年，法军占领西三省，柬埔寨再一次请求法国将西三省交还给自己，但仍被交趾支那当局拒绝。随后作为补偿，法国殖民当局在70年代划定柬埔寨与交趾支那的边境时，将边境地带原属交趾支那的部分地区（今柬埔寨柴桢省及茶胶省、贡布省边境地区）划归柬埔寨管辖，奠定了今日柬埔寨与越南的南部边界线。
1945年，日军发动三九政变，接收了整个法属印度支那。越南派人至西贡游说日军高层，希望日军归还交趾支那。与此同时，柬埔寨亦派人至西贡，要求归还下柬埔寨。最终日军决定把交趾支那交还给越南。柬埔寨国王对此声明，柬埔寨保留声索交趾支那领土的权利。此前日本曾计划通过会议的方式协商解决问题，但不久后日本战败，法国重新占领了交趾支那，越南人对交趾支那的统治仅仅维持了十天。
第二次世界大战结束后，法国重返印度支那。法国人声称，“交趾支那的地位应交由交趾支那人自己决定。”随后在交趾支那成立交趾支那自治共和国。此后，法国与退位的越南皇帝保大多次协商，最终决定将交趾支那交还给越南。在法越交涉期间，柬埔寨国王西哈努克曾向法国方面去信，要求法国重视柬埔寨在交趾支那的利益，但法国没有理会这一要求。1949年6月4日，经法国议会批准，法国政府正式将交趾支那全境移交给越南。柬埔寨政府亦派员参加了法国议会的相关讨论，并对最终表决结果提出抗议。
1949年11月8日，法国与柬埔寨签订关于柬埔寨独立的新条约。事后，柬埔寨再次发表声明，该条约不代表柬埔寨放弃在下柬埔寨的利益。
1954年在瑞士日内瓦召开的日内瓦会议，柬埔寨亦派员参加。在会议《最后宣言》上，柬埔寨代表将本国对交趾支那领土问题的态度以备忘录的形式补充为宣言附件。在备忘录中，柬埔寨回溯了越南从自己手中夺取下柬埔寨的历史过程，并从考古、历史、国际法等领域论证下柬埔寨为柬埔寨领土，而越南的占领为非法。最后从现实出发，呼吁由联合国处理交趾支那的归属问题，或者由法国、柬埔寨、越南三方成立特别委员会，单独处理下柬埔寨的问题，在三国有争议时，可将下柬埔寨国际化，并交由联合国托管。
在越南战争期间，下高棉人受到美軍的雇傭，組建下柬埔寨鬥爭陣線（法語：Front de Lutte du Kampuchea Krom），同越共對抗。這個組織由下高棉人僧侶Samouk Sen領導，該組織綽號「白圍巾」，與越南的少數民族分離主義勢力被壓制民族鬥爭統一戰線（FULRO）結盟，共同對抗越南共和國（南越）。为了实现“大柬埔寨”的梦想，西哈努克对这些组织给予支持。西哈努克被普遍认为是FULRO的后台。
1970年柬埔寨政变后，朗诺也延续了西哈努克支援FULRO的政策。朗诺希望将所有孟-高棉民族生活地区都并入“大柬埔寨”中，他预计“大柬埔寨”的梦想实现后，柬埔寨人口将在2020年达到三千万人。除了要收复下柬埔寨，朗诺还曾试图恢复历史上的占婆王国。
继其之后的红色高棉亦具有强烈的高棉民族主义色彩。因此在越南战争结束的时候，“白围巾”的一些成员投奔了柬埔寨。他们受到乔森潘的收留，但他们中的许多人很快就在大屠杀中被消灭。在早期的时候，由于与越南共产主义者的关系，红色高棉收复下柬埔寨领土的野心暂时没有展露出来。民主柬埔寨時期，因沿海水域歸屬問題，與越南發生軍事衝突。柬埔寨曾入侵越南實際控制的富國島、土珠島，越南則入侵柬埔寨控制下的威島。至1976年時，柬越關係全面惡化。波尔布特认为下高棉人正准备推翻越南人統治，便派出特工煽动下高棉人起义。然而不管下高棉人对越南持有何种看法，他们根本就没有足够的武器、动机和组织能力发动起义。波尔布特便怀疑这些特工叛变了，在这之后，柬埔寨革命军不但对越南人进行无差别屠杀，亦对下高棉人大开杀戒，因为波尔布特认为这些同胞是“高棉人越南心”。
1977年4月17日，以民主柬埔寨建立二週年紀念日為契機，柬埔寨革命軍做好了入侵越南的準備。同月，柬埔寨入侵越南治下的安江省、同塔省，要求越南交歸還下柬埔寨。這引起了越南的憤怒，成为柬越战争爆发的导火索之一。隨後，越南侵略柬埔寨，推翻了民主柬埔寨政權，在柬埔寨建立傀儡政權——柬埔寨人民共和國。
1982年，柬埔寨人民共和國與越南表面上達成解決富國島海域爭端的協議。但自越南軍隊撤離柬埔寨後，此協議一直未被柬埔寨承認。目前柬埔寨官方對此爭議未作出任何表態，但下柬埔寨被高棉民族統一主義者認為是柬埔寨領土。柬埔寨的反對黨柬埔寨救國黨仍宣稱富國島是柬埔寨領土。

## 行政区划
下表是以原法屬交趾支那行政區劃為基礎製作的下柬埔寨政區表。
| 序号 | 类别 | 高棉语省名         | 高棉语省名                            | 高棉语省名 | 越南语省名 | 越南语省名     | 越南语省名 | 侵占年份                  |
| 序号 | 类别 | 高棉文             | 罗马化                                | 中文译名   | 越南语省名 | 越南国语字省名 | 中文译名   | 侵占年份                  |
| ---- | ---- | ------------------ | ------------------------------------- | ---------- | ---------- | -------------- | ---------- | ------------------------- |
| 1    | 省   | ព្រះត្រពាំង             | Preah Trapeang                        | 佛井       | 茶榮       | Trà Vinh       | 茶荣       | 大约1731年-1840年         |
| 2    | 省   | ឃ្លាំង                | Khleang                               | 仓         | 滀臻       | Sóc Trăng      | 朔莊       | 大约1758年-1840年         |
| 3    | 省   | មាត់ជ្រូក              | Moat Chrouk                           | 猪井       | 朱篤       | Châu Đốc       | 朱篤       | 大约1715年-1757年         |
| 4    | 省   | ក្រមួនស              | Kramuon Sâ                            | 白腊       | 瀝架       | Rạch Giá       | 迪石       | 大约1715年、1757年-1758年 |
| 5    | 省   | ពលលាវ               | Pol Leav                              | 力寮       | 北遼       | Bạc Liêu       | 薄寮       | 大约1840年                |
| 6    | 省   | ទឹកខ្មៅ               | Tưk Khmau                             | 黑水       | 哥毛       | Cà Mau         | 金瓯       | 大约1840年                |
| 7    | 省   | ពាមបន្ទាយមាស           | Peam Bânteay Meas                     | 金营       | 河仙       | Hà Tiên        | 河仙       | 大约1715年                |
| 8    | 省   | ព្រែកឫស្សី             | Prèk Russei                           | 竹溪       | 芹苴       | Cần Thơ        | 芹苴       | 大约1758年-1840年         |
| 9    | 省   | លង់ហោរ               | Long Hor                              | 隆豪       | 永隆       | Vĩnh Long      | 永隆       | 大约1740年                |
| 10   | 省   | ពាមបារ៉ាជ              | Peam Barach                           | 炳巴莱     | 龍川       | Long Xuyên     | 龍川       | 大约1715年-1731年         |
| 11   | 省   | រោងដំរី               | Roûng Dâmrei                          | 象营       | 西寧       | Tây Ninh       | 西宁       | 大约1770年                |
| 12   | 省   | ព្រៃនគរ              | Prey Nokor                            | 波雷諾哥   | 嘉定       | Gia Định       | 嘉定       | 大约1696年                |
| 13   | 省   | ទួលតាមោក              | Tuol Ta Moûk                          | 堆达木     | 守油沒     | Thủ Dầu Một    | 土龍木     | 大约1696年                |
| 14   | 省   | ផ្សារដែក              | Phsar Dèk                             | 铁市       | 沙的       | Sa Đéc         | 沙瀝       | 大约1757年                |
| 15   | 省   | ចង្វាត្រពាំង (កំពាប់ស្រកាត្រី) | Chângva Trâpeang (Kâmpéâp Srâka Trei) | 净华井     | 邊和       | Biên Hòa       | 邊和       | 大约1651年                |
| 16   | 省   | មេ ស                | Mé Sâ                                 | 白主       | 美湫       | Mỹ Tho         | 美萩       | 大约1731年                |
| 17   | 省   | ព្រះសួគ៌ា               | Preah Suorkea                         | 佛境       | 婆地       | Bà Rịa         | 巴地       | 大约1651年                |
| 18   | 省   | កោះគង                | Koh Kong                              | 国弓       | 鵝貢       | Gò Công        | 鵝貢       | 大约1731年                |
| 19   | 省   | កំពង់ឫស្សី             | Kâmpong Russei                        | 磅竹       | 𤅶椥       | Bến Tre        | 檳知       | 大约1732年                |
| 20   | 省   | កំពង់គោ               | Kâmpong Koû                           | 磅牛       | 新安       | Tân An         | 新安       | 大约1669年                |
| 21   | 市   | អូរកាប់               | O Kap                                 | 砍溪       | 淎艚       | Vũng Tàu       | 頭頓       | 大约1651年                |
| 22   | 岛   | កោះត្រឡាច              | Koh Trâlach                           | 瓜岛       | 崑島       | Côn Đảo        | 崑崙島     | 大约1765年                |
| 23   | 岛   | កោះត្រល់               | Koh Trâl                              | 多岛       | 富國       | Phú Quốc       | 富国岛     | 大约1700年                |